# 彩霞道

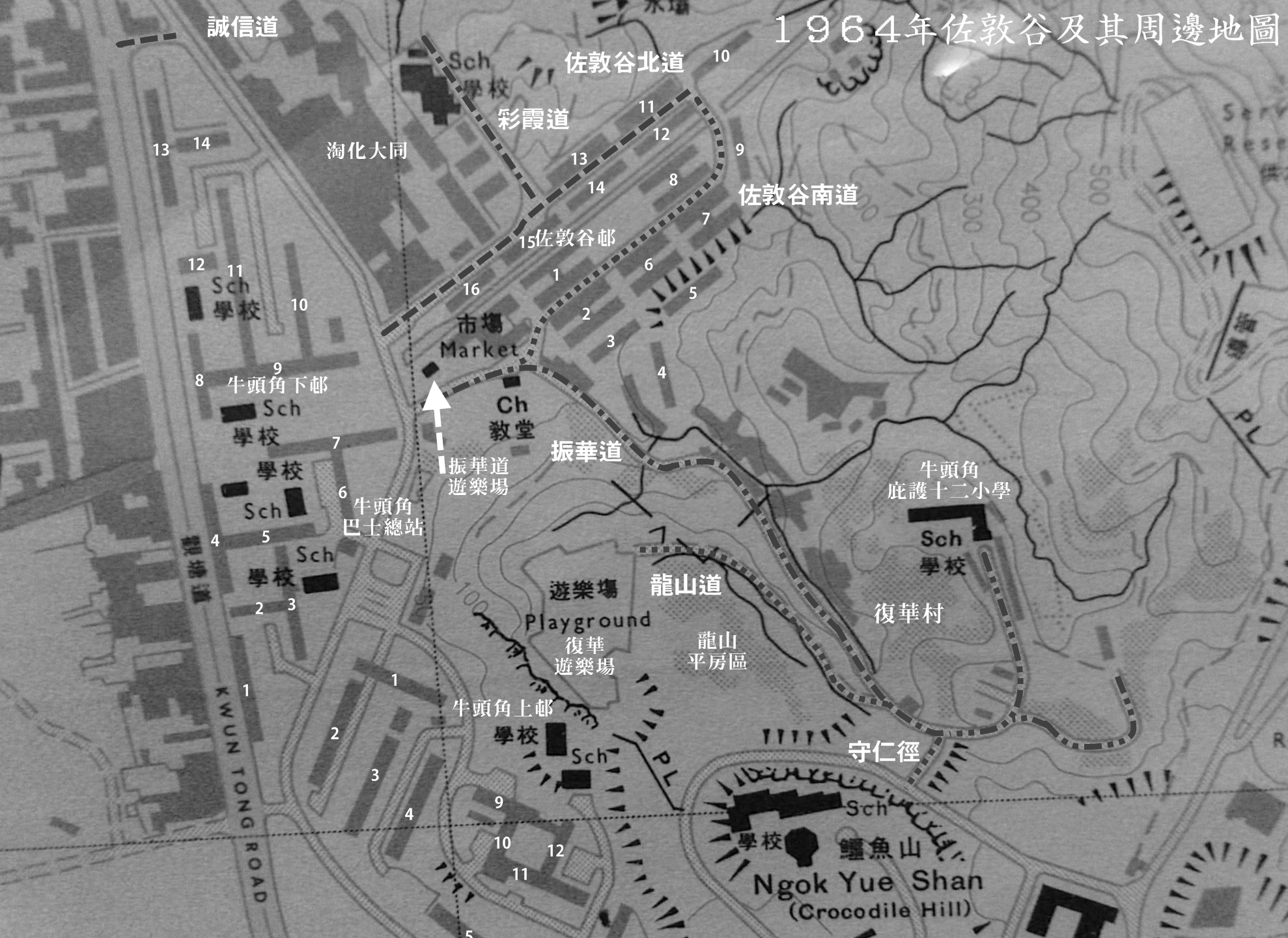
1964年佐敦谷一帶的地圖

彩霞道（英語：Choi Ha Road）是香港九龍觀塘區的一條道路，連接平山與佐敦谷。其主道由振華道開始，經過佐敦谷北道交界，之後經過彩禧路交界，最後連接平山彩榮路；支路則由彩盈邨停車場對出交匯處開始，經新建橫跨觀塘道的天橋後，在舊啟泰苑巴士站的位置與觀塘道西行連接。主道兩綫雙向行車，支路只提供單程行車。連接彩榮路的彩霞道天橋已連同連接彩霞道與觀塘道西行的彩霞道天橋於2009年11月13日啟用。

## 概要
彩霞道早於佐敦谷邨落成時已存在，為一條是通往上佐敦谷石礦場的道路，但道路於1974年才正式取名「彩霞道」。彩霞道通車後一共修改過五次。原先的彩霞道在香港海關學院訓練中心對出的地方為北面盡頭，佐敦谷北道交界的地點為南面盡頭。

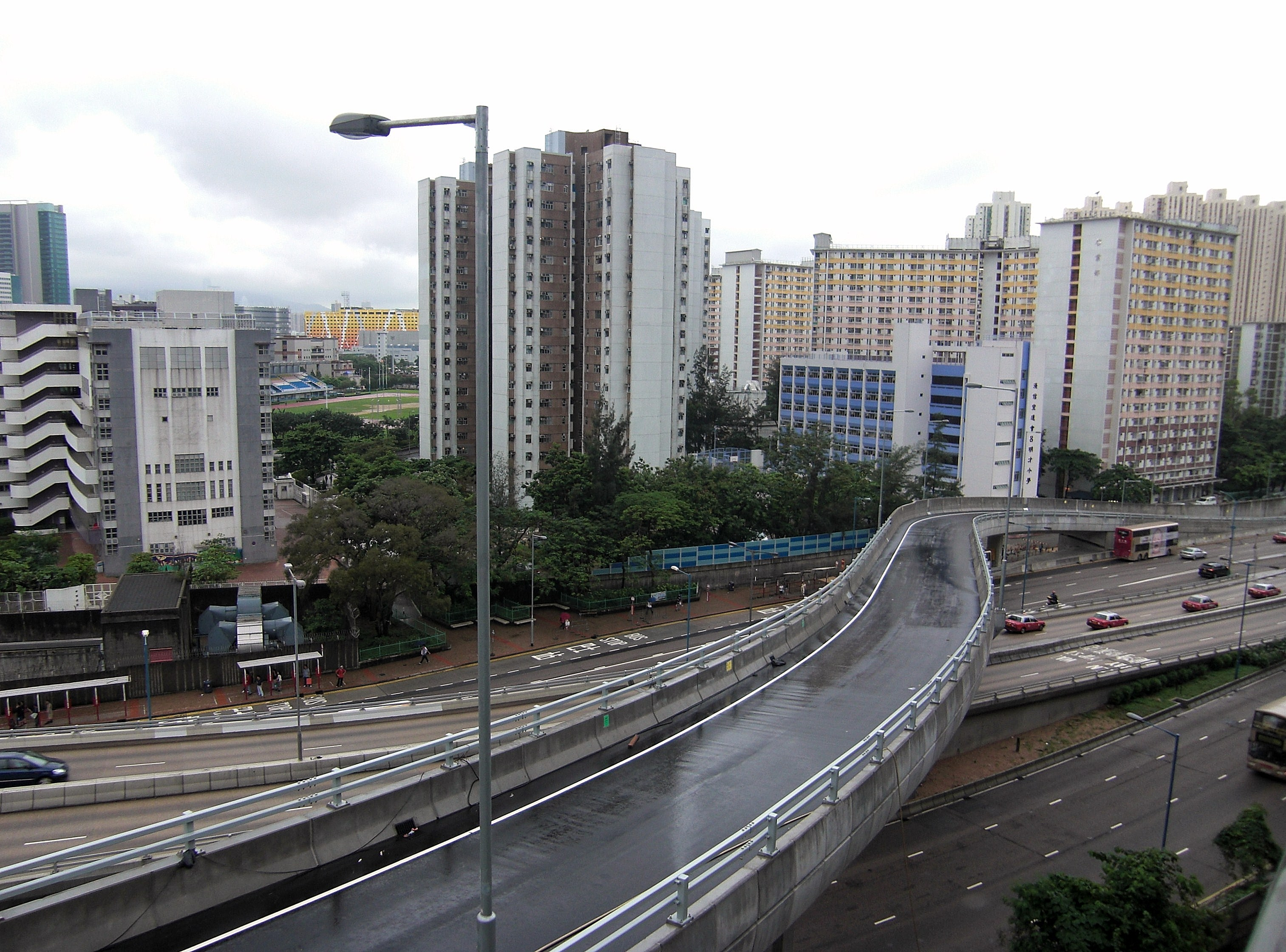
彩霞道分支路

| 次數   | 概要 | 刊憲日期             |
| ------ | --- | -------------------- |
| 第一次 | 「彩霞道擴闊工程」。 彩霞道盡頭向西伸展到彩禧路交界。                                                                                 | 1986年 2月14日       |
| 第二次 | 彩霞道盡頭再向西伸展到彩雲道。 | 1989年 2月17日及20日 |
| 第三次 | 「彩霞道南延工程」。 由於佐敦谷邨及佐敦谷南道拆卸以及作為佐敦谷游泳池的入口通道。在沒有佐敦谷邨的障礙後把彩霞道盡頭向南伸展到振華道。 | 1996年               |
| 第四次 | 彩霞道盡頭再向西伸展到平山彩榮路交界。                                                                                                | 2008年 7月11日       |
| 第五次 | 彩霞道支路竣工。 彩霞道由彩盈邨停車場對出迴旋處分成兩條道路，主道前往彩榮路，支路前往觀塘道西行。                                     | 2009年 6月26日       |

## 交通

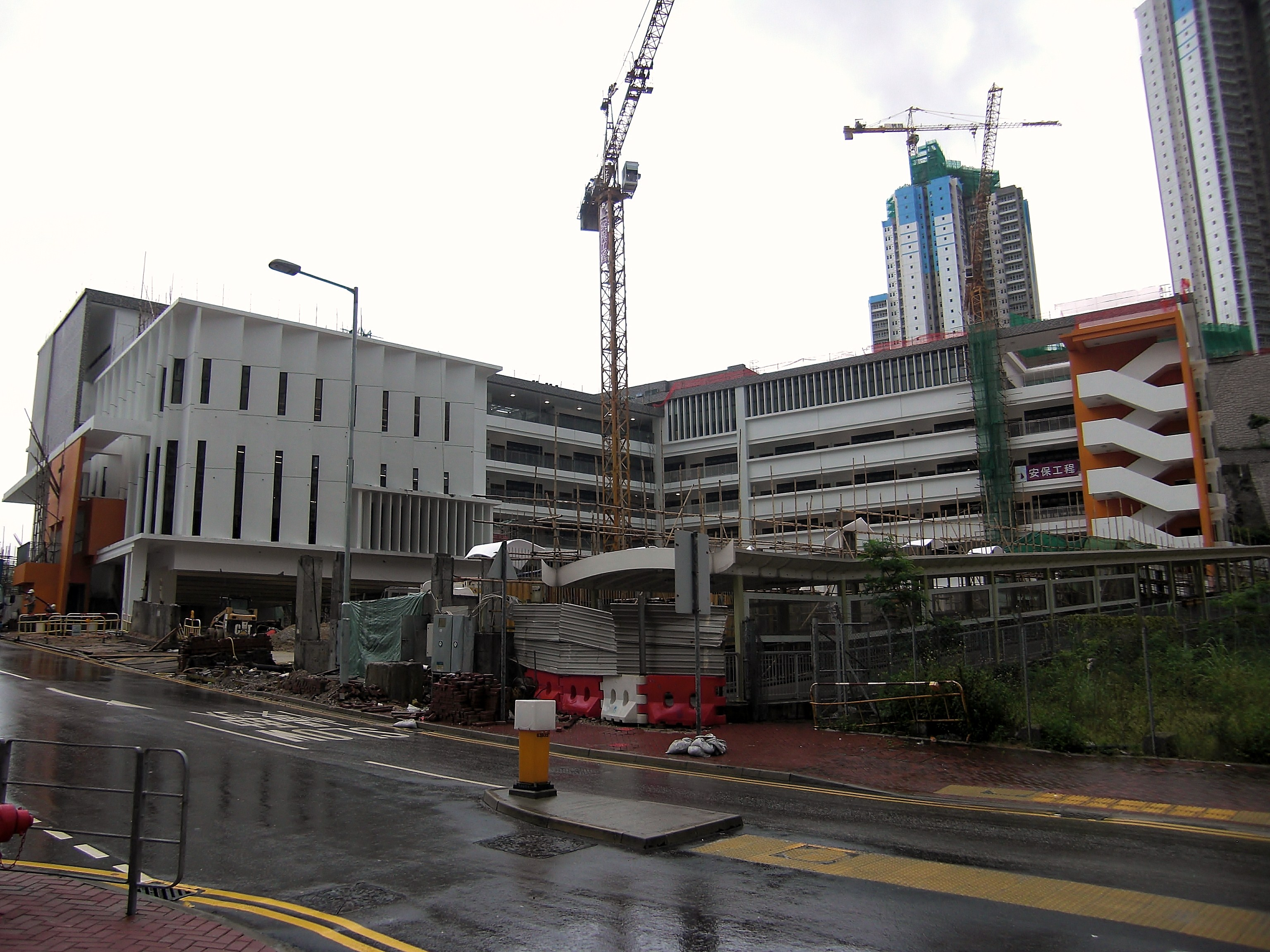
建築中的佐敦谷聖若瑟天主教小學

## 鄰近建築

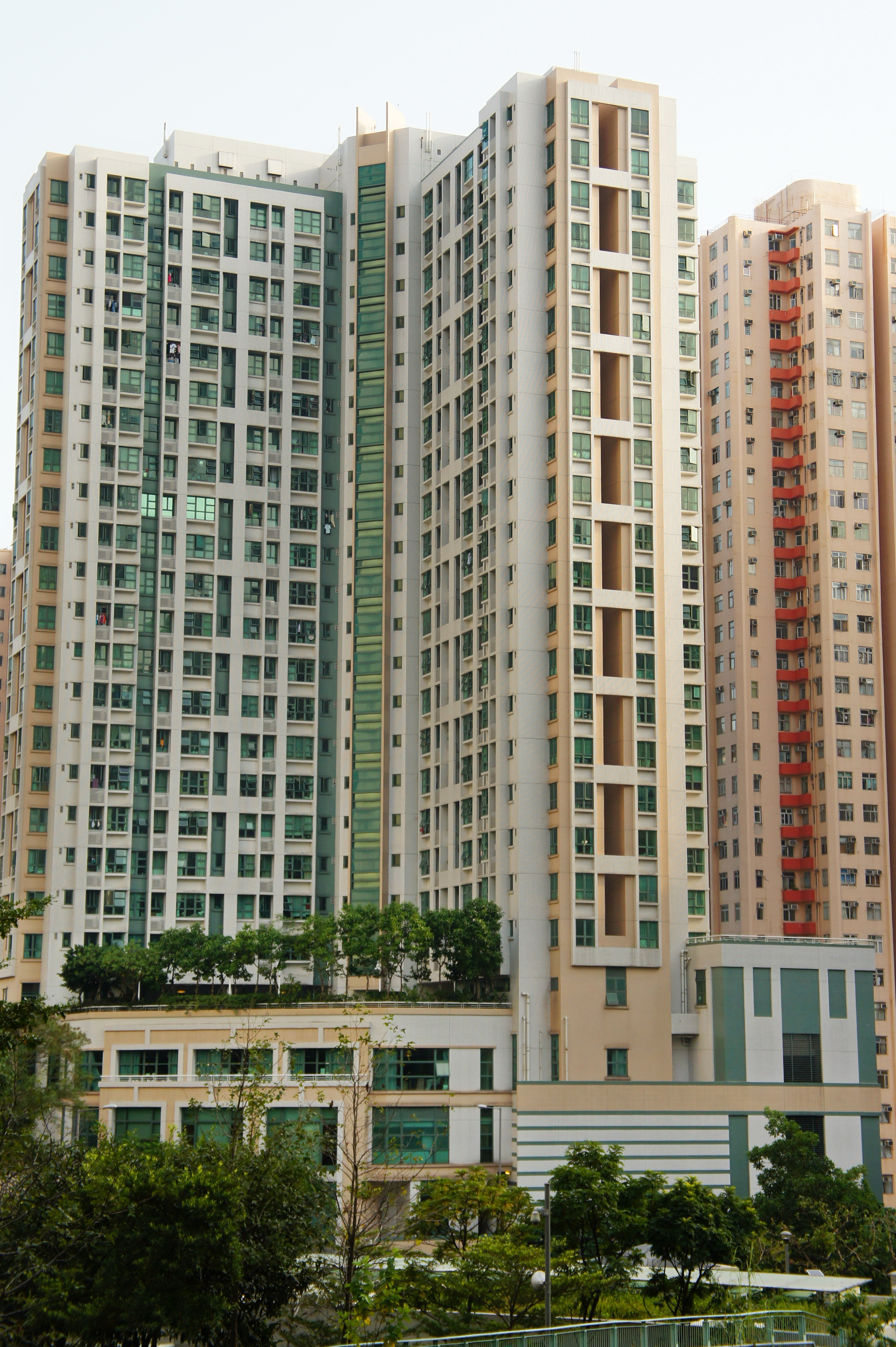
香港聖公會長者安樂居 - 彩頤居

- 佐敦谷工廠大廈
- 佐敦谷游泳池
- 佐敦谷遊樂場
- 淘大花園
- 瑪利諾中學舊址（香港海關學院訓練中心）
- 彩頤居
- 彩霞邨
- 彩盈邨
- 彩德邨
- 佐敦谷聖若瑟天主教小學
- 浸信宣道會呂明才小學
- 浸信宣道會啟業堂

## 連接的道路
- 振華道
- 佐敦谷北道
- 彩禧路
- 彩雲道
- 觀塘道
- 彩榮路

## 相關
- 牛頭角
- 佐敦谷
- 佐敦谷邨
- 佐敦谷南道
- 佐敦谷北道

## 圖片集

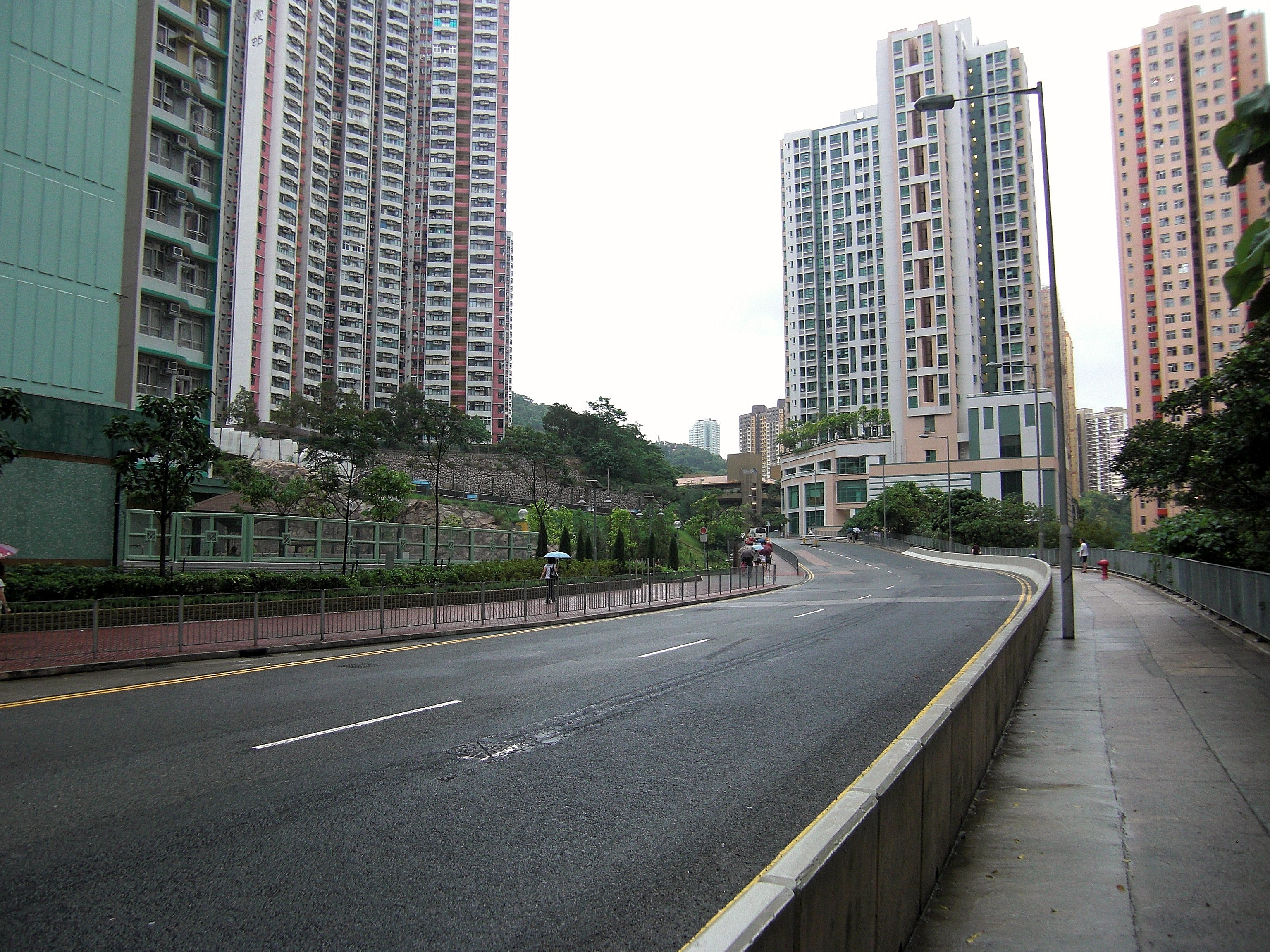
彩霞道與彩雲道連接一段（2009年6月）
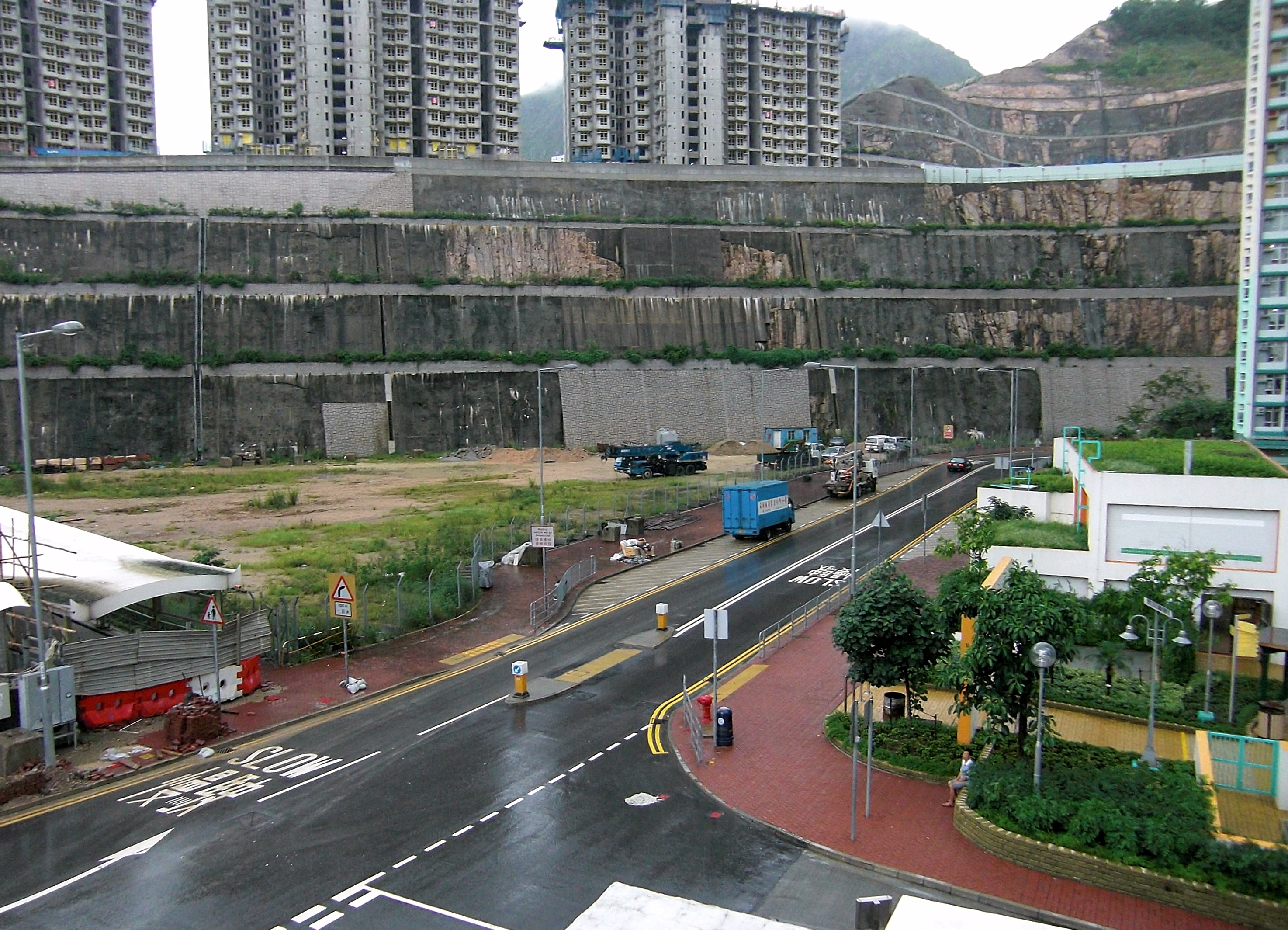
彩霞道彩盈邨新段（2009年6月）
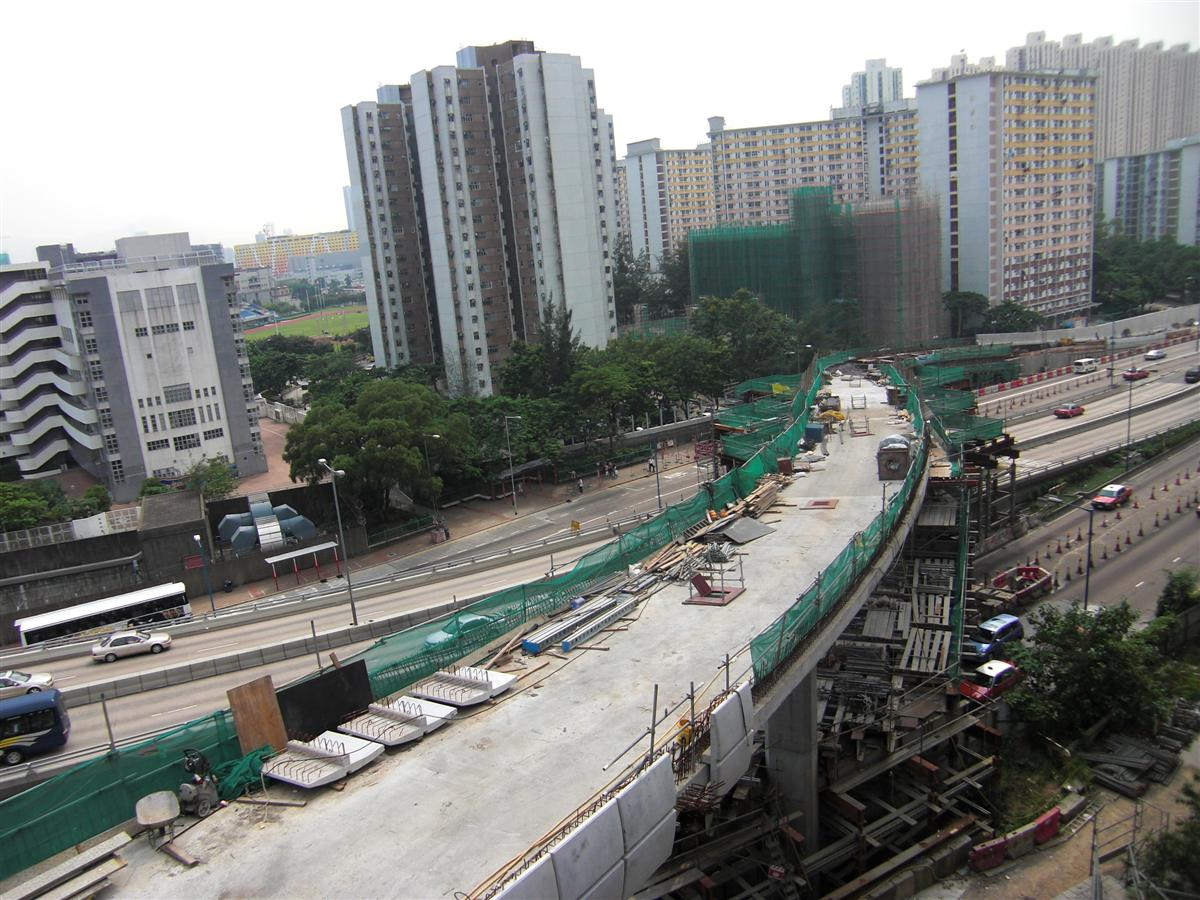
建築中的彩霞道分支路（2008年8月）
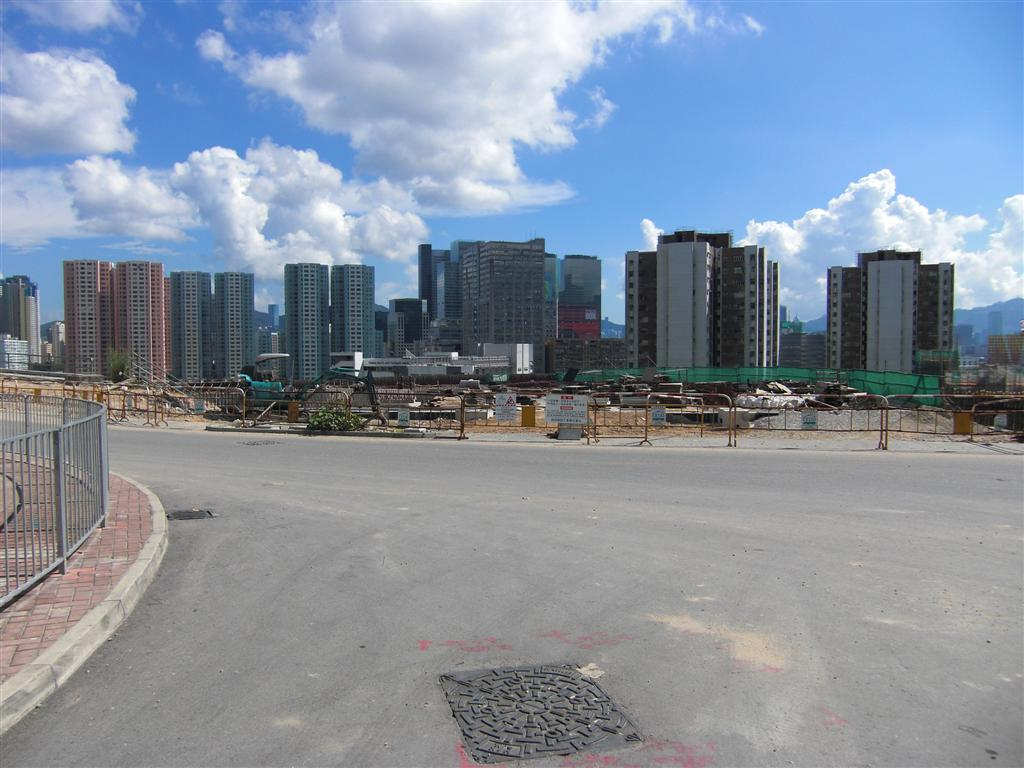
彩榮路及彩霞道交界（2008年8月）
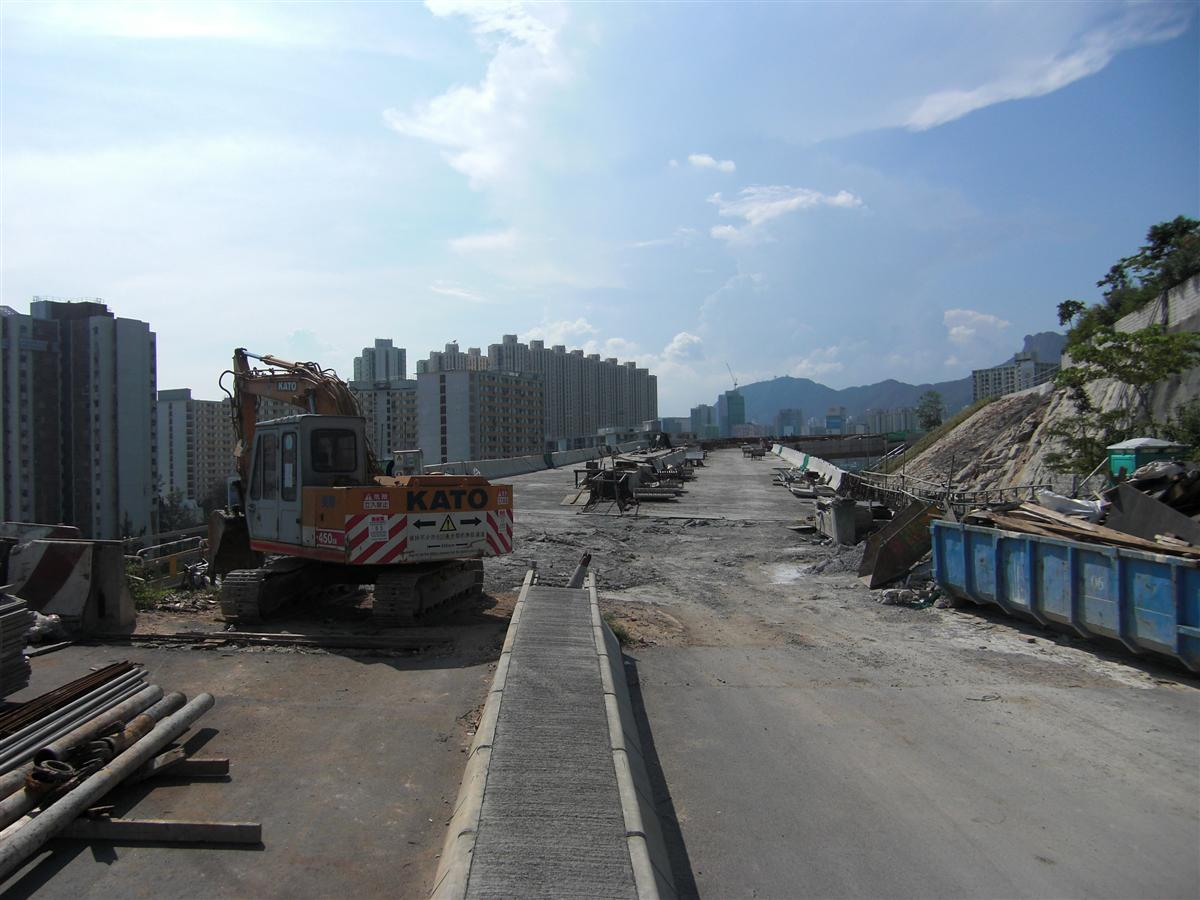
與建中的彩霞道連接彩榮路新行車天橋（2008年9月）
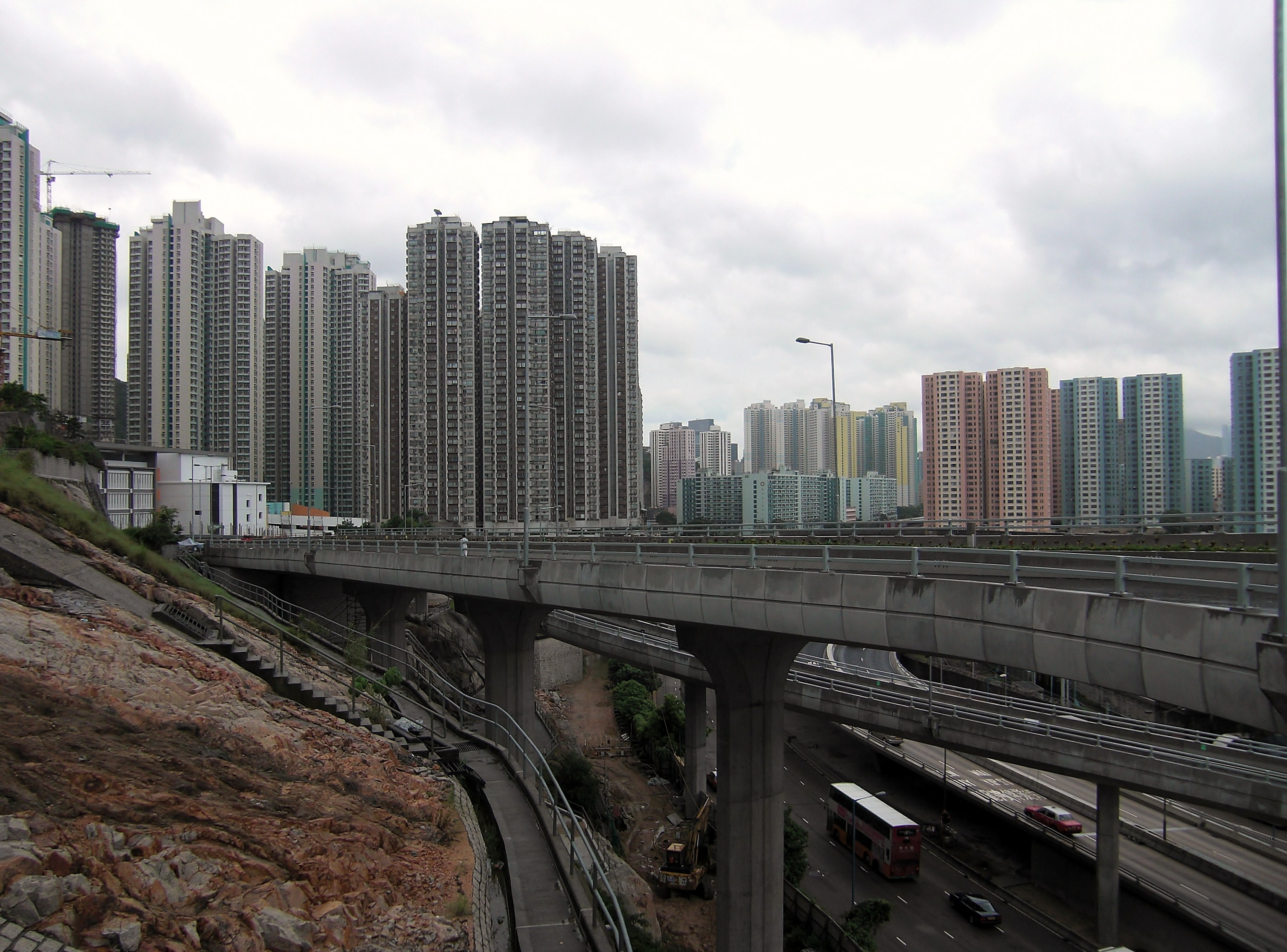
彩霞道連接彩榮路新行車天橋之外觀（2009年6月）
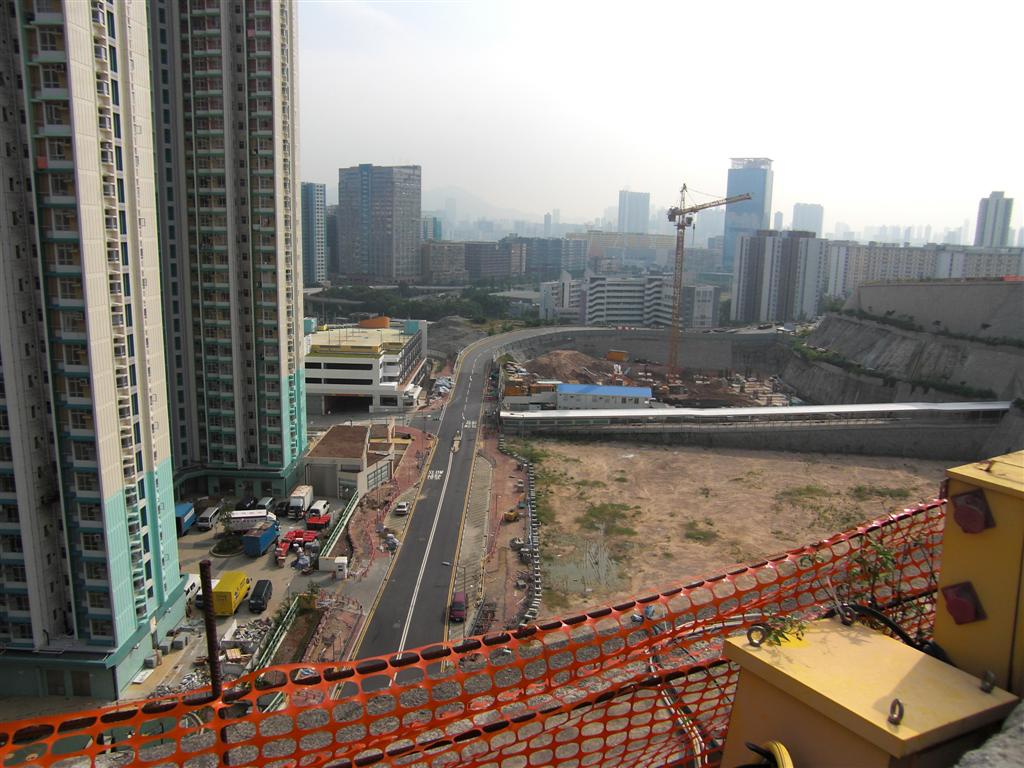
遠眺彩霞道近彩盈邨新段（2008年9月）
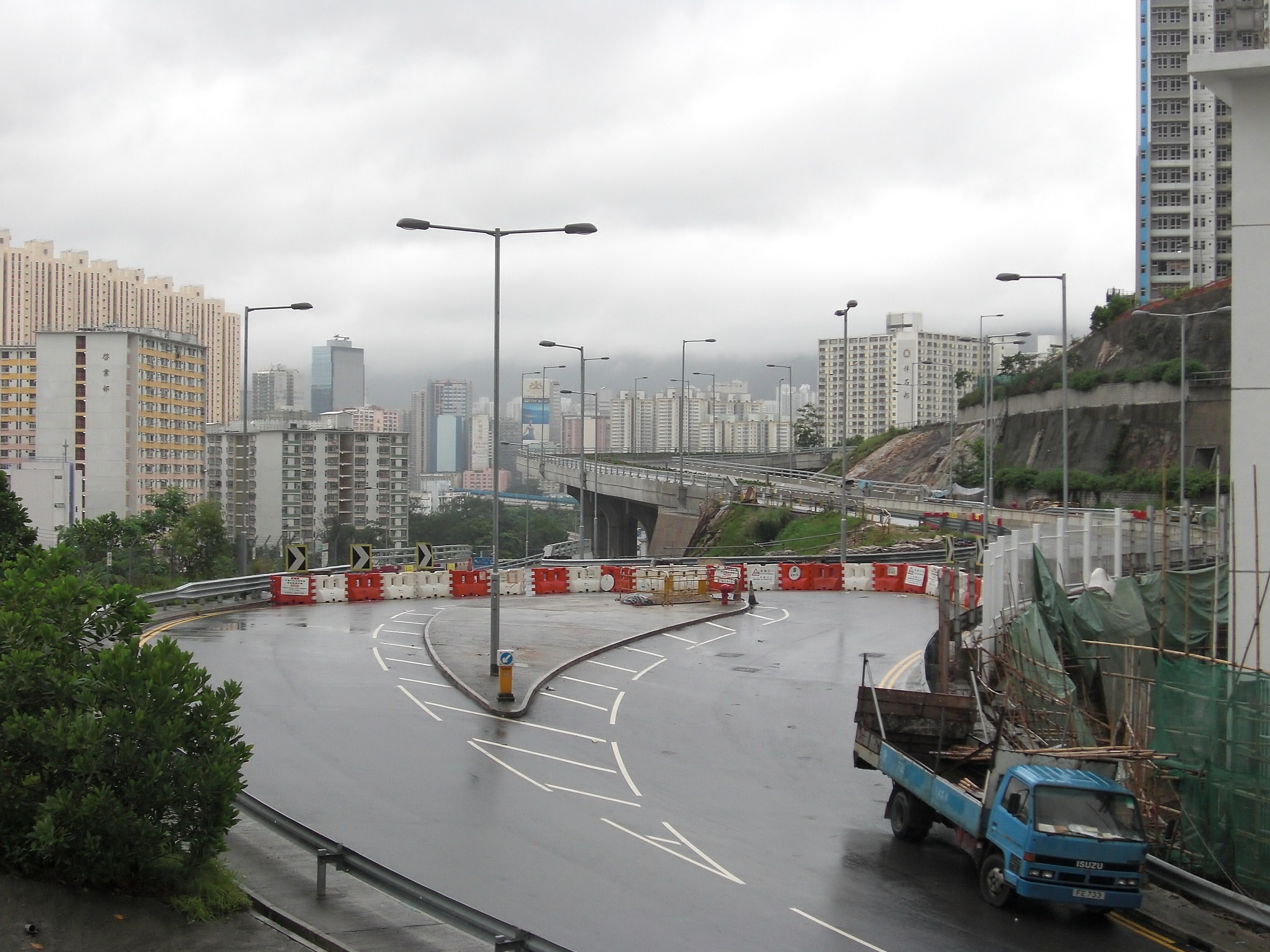
新行車天橋前臨時掉頭處（2009年6月）